# Kislomnic
Kislomnic (szlovákul Lomnička, korábban Malá Lomnica, németül Kleinlomnitz) község Szlovákiában, az Eperjesi kerület Ólublói járásában.

## Fekvése
Ólublótól 15 km-re délnyugatra, Podolintól 3 km-re keletre, a Poprád jobb oldalán, a Lomnic-patak völgyében fekszik.

## Nevének eredete
Neve a szláv lom (= irtás) főnévből ered, mely eredetileg pataknév volt.

## Története
A falut a 13. században a Görgeyek alapították, lakói földművesek voltak. 1294-ben említik először „Lompnicha” néven. 1329-ben „Kuslomnicha” megnevezéssel találjuk. Temploma 1360-ban már állt. 1511-ben „Miskalomnic” néven említik. Anyakönyveit 1741-től vezetik. A 18. században vászonfehérítője volt. 1787-ben 114 házában 492 lakos élt.
A 18. század végén Vályi András így ír róla: „Kis Lomnicz, Német falu Szepes Várm. földes Urai Görgei, és több Uraságok, lakosai katolikusok, fekszik Iglóhoz fél mértföldnyire, határja hegyes, és kőves, és más tulajdonságai egyenlők Kolacskóhoz.”
A falu 1813-ban és 1887-ben leégett. 1828-ban 161 háza és 1160 lakosa volt. A trianoni diktátumig Szepes vármegye Ólublói járásához tartozott.
1945-ben német lakosságát kitelepítették, helyükre főleg cigány családok települtek.

## Népessége
| Év:            | 1994. | 2004.    | 2014.    | 2024.    |
| -------------- | ----- | -------- | -------- | -------- |
| Emberek száma: | 1123  | 1797     | 2991     | 3728     |
| Eltérés:       |       | +60,01 % | +66,44 % | +24,64 % |

| Év:            | 2023. | 2024.   |
| -------------- | ----- | ------- |
| Emberek száma: | 3583  | 3728    |
| Eltérés:       |       | +4,04 % |

1910-ben 701, még túlnyomórészt német lakosa volt.
2011-ben 2680 lakosából 1642 cigány és 531 szlovák.

## Nevezetességei
- Alexandriai Szent Katalinnak szentelt római katolikus plébániatemploma 1300 körül épült, a 19. században klasszicista stílusban építették át. Madonna-szobra 1430 körül készült, emellett több gótikus szobra is van, melyek közül egy feszület Lőcsei Pál mester alkotása.

## Neves személyek
- Itt született 1801-ben Forberger Dániel evangélikus gimnáziumi tanár.
- Itt született 1833. február 15-én Melzer Jakab evangélikus lelkész, író, költő, történész, néprajzkutató.
- 1875 és 1882 között itt élt és alkotott Terézia Vansová szlovák írónő, aki a helyi evangélikus lelkész felesége volt. Emlékháza van a faluban.